# Ruslan Baltıev
Ruslan Tahiruly Baltıev (in kazako Рұслан Тахирұлы Балтиев?; in russo Руслан Тахирович Балтиев?, Ruslan Tachirovič Baltiev; Almaty, 16 settembre 1978) è un ex calciatore kazako, di ruolo centrocampista.
Detiene il record di reti segnate (13) con la Nazionale kazaka.